# Биллунг I (князь ободритов)
Биллунг I (ум. в VIII в.) — один из удельных князей Союза ободритов. Сын великого князя ободритов — Ариберта I. Есть предположения, что он был основателем династии, правившей Союзом лютичей. После пресечения на Табемысле великокняжеской династии Союза ободритов, происходившей от его брата Ариберта II, великокняжеский престол Союза ободритов заняли потомки Биллунга I. Был женат на Хильдегарде из Бургундии.